# Hysterocrates maximus
Hysterocrates maximus é uma espécie de aranha pertencente à família Theraphosidae (tarântulas).